# Distrito de Parita
Parita es un distrito de Panamá, ubicado al noroeste de la península de Azuero, en la provincia de Herrera.

## Toponimia
Parita debe su nombre al ngöbe.  Dado que el sonido "p" no existe en esta lengua, probablemente el nombre original era "Barita" o "Borita". En el idioma ngöbe es muy común el sonido de una vocal propia de esta lengua, entre la "a" y la "o" castellanas, que los lingüistas del Instituto Lingüístico de Verano, simbolizan como una "a" con diéresis, cada vez que se trate de un vocablo ngöbe.  La palabra "Bar" significa "más", "suma" (los españoles lo confundieron con "París" porque se les parecía al nombre de la capital de Francia). Antes de la llegada de los españoles a Azuero, el cacique conocido como "Paris" había sometido mediante guerra a otros caciques de la región, tales como: Quemé, Chicá, Cotra (¿Chira-kotrá?), Sagana (¿Jusangaña?, Hueré, Guanato y Guararé. El nombre del cacique probablemente fue Kwatara, señor de Bari. Pero, si decimos "Bari-ta. (Pari-ta), estamos diciendo "Bäri-vive" o "Bar-pasó" (a la historia), según la traducción gramatical. Los ngöbe llamaran "Bäri" (confederación o "suma" de pueblos).
El cronista Antonio de Herrera lo dice así en su obra Historia General de los hechos de los castellanos en las islas y tierra firme del Mar Océano: "Llámese el señor de París, Cutatura, era hombre valeroso en la guerra; sujetó las provincias de Quemá, Chicá, Cotrá, Saganá y Guararé..."
Por lo cual, París o "Bari", era la región (Azuero) donde se enseñoreaba este cacique llamado "Cutatura" (los cronistas lo llaman, indistintamente, "Atatara", "Cutara", "Cutatura", etc.), el cual a su vez era conocido como "Bärita", por la confederación o suma de pueblos que mantenía bajo su dominio.

## Historia
Con más de 8.000 habitantes y un legado colonial histórico importante, el pueblo de Parita "sigue siendo un pueblo colonial que capta la atención de turistas nacionales e internacionales". 
Parita es el asentamiento hispano indígena más antiguo de la región de Azuero, ya que fue fundado en 1558 a raíz de la supresión de la encomienda indiana de la Alcaldía Mayor de Natá decretada por la Corona Española el 21 de marzo de 1551. Entre quienes la fundaron, figuran el gobernador Juan Ruiz de Monjaraz y el fraile dominico Pedro de Santa María. A principio llamada Tacita De Oro por sus grandes yacimientos de ese mineral, luego Santa Elena, hasta llegar al nombre de Parita gracias al cacique París.
Los pariteños celebran el 18 de agosto como el día de fundación del distrito, aunque no existe documentación que afirme el día exacto de la fundación de Santa Elena, nombre con que se conoció originalmente este pueblo.
Los pariteños se nutren de un pasado cultural pletórico de riquezas étnicas y religiosas, de costumbres que le confieren personalidad propia preservando así muchos hábitos, que con el transcurrir del tiempo no han perdido.

## División político-administrativa
Está conformado por siete corregimientos:
- Parita
- Cabuya
- Los Castillos
- Llano de la Cruz
- París
- Portobelillo
- Potuga

## Geografía
Parita se encuentra localizada en la Región Central de la República de Panamá, integrada por las provincias de Coclé, Veraguas, Los Santos y Herrera. Ésta la componen siete distritos: Santa María, Ocú, Las Minas, Los Pozos, Pesé, Chitré y Parita.
Limita al norte con el distrito de Santa María y el de Aguadulce (provincia de Coclé); al sur con el Distrito de Pesé; al este con el de Chitré y el Golfo de Panamá y al oeste con el de Ocú.
Tiene una superficie de 364.1 km² cuadrados (Parita 113.6 km²; Cabuya 62.9 km², Los Castillos 24.4 km², Llano de la Cruz 10.3 km²; París 76.7 km²; Portobelillo 29.7 km²; Potuga 46.5). Geométricamente tiene la forma de un pentágono convexo.
Su desarrollo latitudinal máximo tiene una amplitud de 18 km y es la proyección perpendicular del punto extremo norte. En tanto su desarrollo longitudinal hacia el Este, del punto extremo oeste, cual tiene una amplitud de 27.1 km.

### Relieve
Está constituido fundamentalmente por tierras bajas de orígenes sedimentarios y aluviales, las que alternan con cerros y colinas que no sobrepasan los 223 m s. n. m.

### Tierras bajas
Oscilan entre la línea costera y la curva de nivel hasta los 60 m s. n. m., cubriendo una superficie de 29.810 ha. Están formadas por una llanura costera, por las tierras inundables del río Parita y algunas áreas de París, Potuga y La Concepción, y por los esteros y manglares de Sarigua.

### Tierras de alturas medias
Corresponden a los terrenos comprendidos entre las curvas de nivel de 60 m s. n. m. a los 160 m s. n. m.; éstos presentan un relieve ligeramente ondulado con presencia de colinas, planicies elevadas y cerros, abarcando una superficie de 5.100 ha.

### Tierras altas
Comprenden la franja de relieve entre la curva de nivel 160 metros (m s. n. m.) y la cota 223 m s. n. m. 
Son tierras de cerros elevados, muy onduladas y pedregosas y cubren una superficie de 1.500 ha. Los puntos más elevados se localizan en la sección central del Distrito y sirven de límites entre los corregimientos de: Portobelillo, Parita, París, Potuga.
En términos de alturas sobresalen: 
- Un cerro sin nombre con 223 m s. n. m.
- Pital, 222 m s. n. m.
- De la Cruz de 219 m s. n. m.
- Picacho, 212 m s. n. m.
- Portobelo con 206 m s. n. m.

Otras elevaciones se localizan hacia el oeste del Distrito de Parita, siendo la más importante el cerro del Ojal con 201 m s. n. m., sirviendo de límite entre los corregimientos de Llano de la Cruz, Los Castillos y Cabuya.

### Cuenca hidrográfica
La cuenca del río Parita posee una superficie de 117.3 km². Su curso bajo drena tierras aluviales de gran fertilidad. El cauce de este río presenta un plano inclinado que se indica desde la curva de nivel 20 m s. n. m. y recorre una distancia de 34.5 km.

### Escorrentía y potenciales de riego
El río Parita tiene una escorrentía con promedio anual de 402 millones de metros cúbicos. El valor promedio durante la estación seca (enero a abril) es de 14 millones de metros cúbicos. Su potencial de riego permite el uso mínimo de 280 ha, sin almacenamiento en el mes más crítico. El río Parita tiende a secarse durante la estación seca, debido a que no se ha regulado el uso de agua sobre la base de la capacidad real.

### Bahía de Parita
Localizada en el Golfo de Panamá en su extremo noroeste, se extiende desde la desembocadura del río Anton hasta el río La Villa.